# Jean-Charles Danjoy
Jean-Charles-Léon Danjoy (31 de mayo de 1806 – 4 de septiembre de 1862) fue un arquitecto francés especializado en la renovación de edificios históricos.

## Biografía

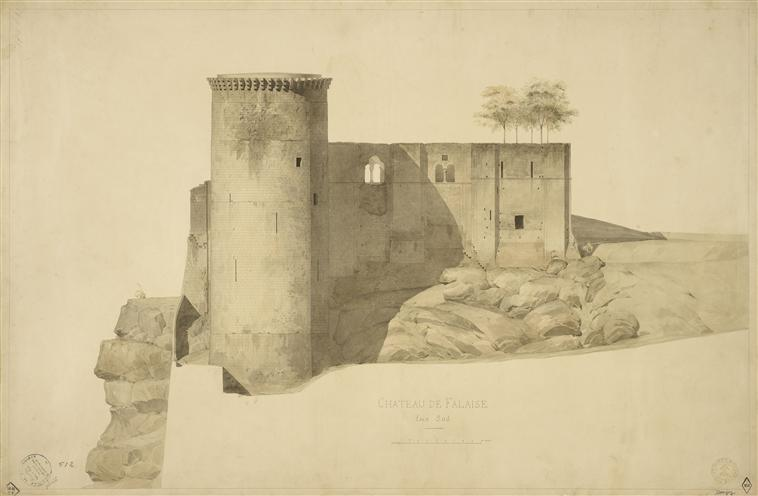
Fachada sur del castillo de Falaise

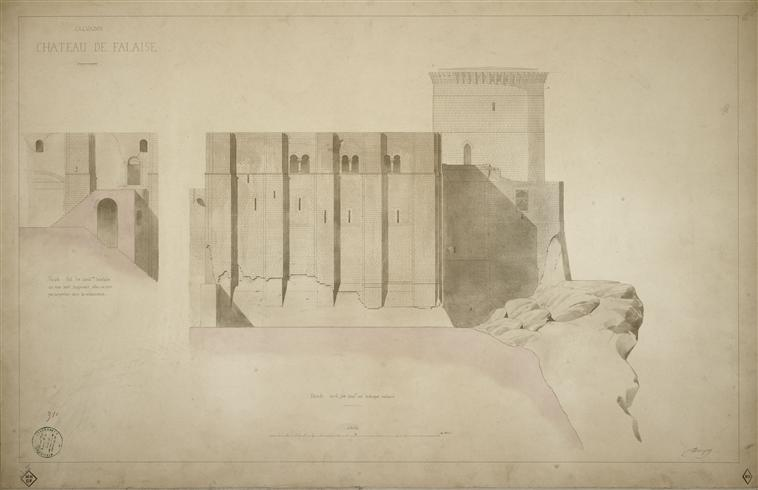
Fachada norte del castillo de Falaise

Danjoy nació el 31 de mayo de 1806 en Avensac, en el departamento de Gers, en el suroeste de Francia. En 1827 fue admitido en la École des Beaux-Arts de París. Allí estudió en el estudio de Jean-Nicolas Huyot . Cuando era joven, luchó para ganarse la vida con la venta de dibujos arquitectónicos y litografías.
En 1840 Danjoy fue contratado por la organización francesa de Monumentos Históricos, creada en 1837, y se le asignó la responsabilidad de restaurar el Castillo de Falaise . Otros proyectos de restauración incluyeron la iglesia de la Catedral de Lisieux, el Castillo de Saint-Sauveur-le-Vicomte en La Mancha, el Tour Pey-Berland en Burdeos y la Iglesia abacial de Saint-Yved de Braine. En 1842 ganó la medalla de oro en un concurso abierto para diseñar la tumba de Napoleón. Visitó España en 1842, donde realizó un dibujo del Monasterio de Benevívere, más tarde publicado en una colección de litografías de monumentos españoles.
En 1843 Danjoy presentó un proyecto para la restauración de Notre Dame de París en competencia con Jean-Jacques Arveuf y con el equipo ganador de Jean-Baptiste Lassus y Eugène Viollet-le-Duc . Ese año se le dio la responsabilidad de restaurar la Catedral de Meaux . Alrededor de 1845 fue el arquitecto de una casa en Auteuil en estilo gótico. Diseñó la tumba de la princesa Demidoff en el cementerio Père Lachaise . Danjoy recibió la responsabilidad de restaurar la Catedral de Burdeos en 1847 y la Catedral de Metz en 1848.
En 1853 Danjoy fue seleccionado como arquitecto para el Arco de Triunfo de l'Étoile, en sustitución de Guillaume-Abel Blouet .  En 1853 Danjoy fue nombrado arquitecto de la diócesis de Meaux, Burdeos y Coutances. Esta posición incluía mantener o restaurar todos los aspectos de los edificios de la diócesis, incluida la decoración y, a menudo, los muebles. Decoró la capilla de Saint-Joseph en la Catedral de Burdeos, y realizó importantes trabajos de restauración allí. Comenzó los planes para el seminario en Coutances, pero murió antes de que el trabajo pudiera comenzar.
Danjoy creó el diseño para el Château Pastré en Marsella, encargado por el armador y comerciante Eugène Pastré (1806-1868) y su esposa, Céline de Beaulincourt-Marle. Terminado en 1862, el castillo ahora es la sede del Musée de la Faïence de Marseille . Danjoy murió el 4 de septiembre de 1862 en París. Su hijo Eugène Gustave Édouard Danjoy (1838-1905) también fue un arquitecto exitoso. Édouard aprendió de su padre y de Charles Questel, y luego trabajó con Léon Vaudoyer .

## Evaluación

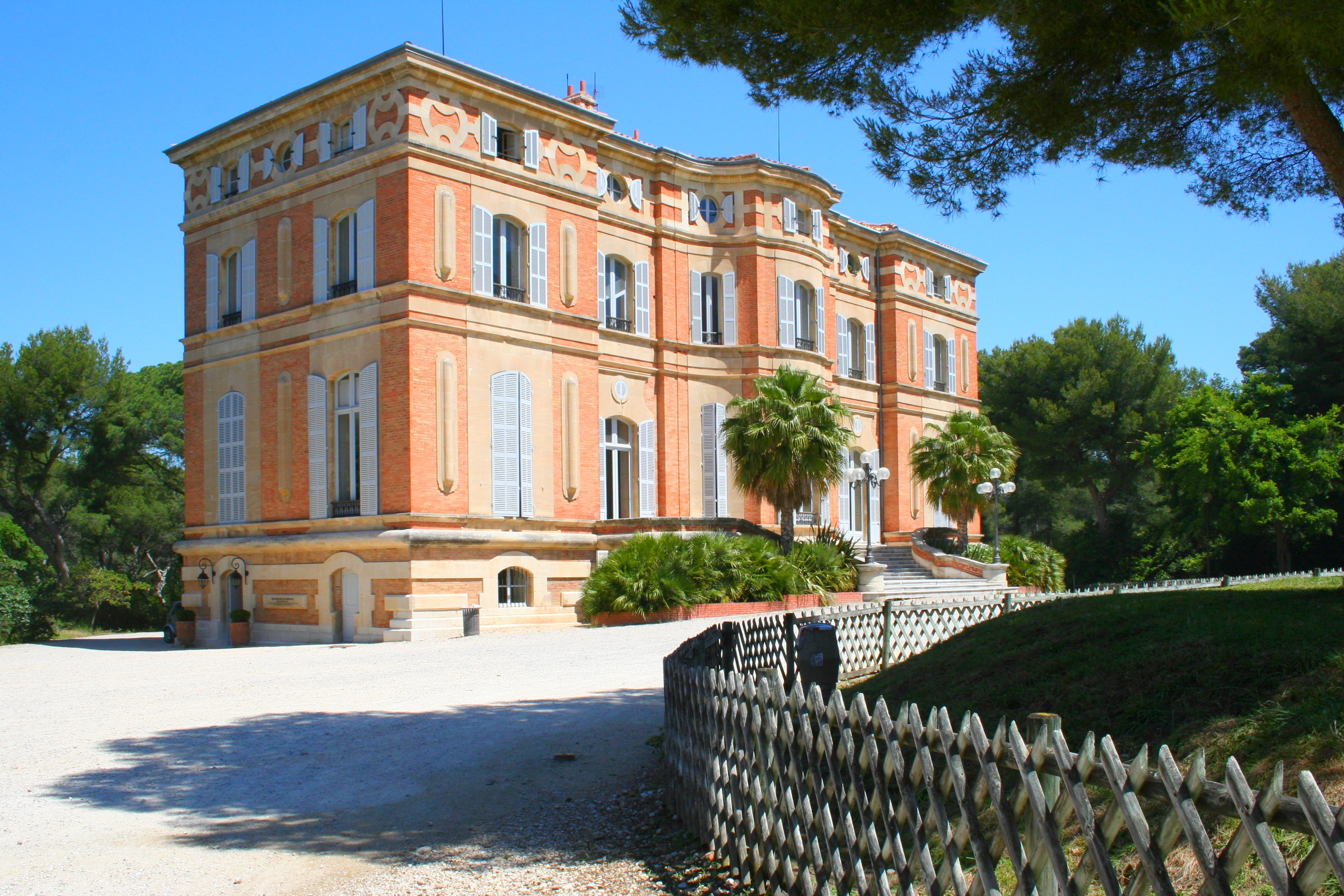
Château Pastré en Marsella

En 1845 Danjoy recibió la medalla de oro por su trabajo de restauración para la Comisión de Monumentos Históricos. En 1850 ganó una medalla de oro por su proyecto para restaurar la Catedral de Metz . Danjoy mostró un buen sentido artístico en su trabajo, así como un gran conocimiento de la arqueología. Sin embargo, uno de los jueces de la competición de Notre Dame consideró que sus proyectos prestaban demasiada atención a los aspectos religiosos del edificio y no la suficiente a lo histórico.
Danjoy fue propuesto para la Legión de Honor. Viollet-le-Duc elogió el trabajo que había hecho en circunstancias difíciles en Meaux y recomendó que fuera condecorado por sus servicios a las artes. Reynaud lo describió como un artista de primer orden, con un sentido de la forma altamente desarrollado, rico en ideas poéticas que puede expresar con encanto y una rara distinción. También apoyó darle a Danjoy la condecoración. Hamille, sin embargo, advirtió que era poco práctico. Sus proyectos habían causado muchos problemas a las autoridades, y otorgarle la decoración podría reavivar la controversia.

## Dibujos
Los dibujos de Danjoy incluyen:
- Planos del castillo de Falaise
- Abbaye Sainte-Madeleine-Postel, Saint-Sauveur-le-Vicomte
- Gran Séminaire de Coutances, renovación y ampliación.
- 1844 Elevación para la iglesia en Cerisy-la-Forêt
- 1845 Elevación lateral de Eglise Saint-Martin de Montmorency
- 1845 Meaux, antiguo palacio episcopal, ahora museo
- 1850 Elevación de un plano de la pared pintada de la capilla de Saint-Joseph en la catedral de Burdeos
- 1850 Meaux, Cathédrale Saint-Etienne, elevaciones y planos

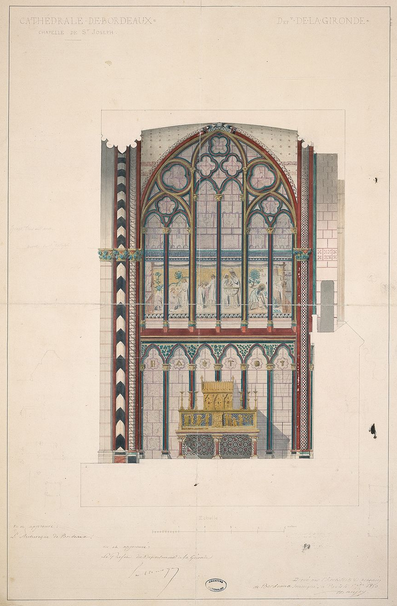
Muro de la capilla de Saint-Joseph en la catedral de Burdeos (1850)
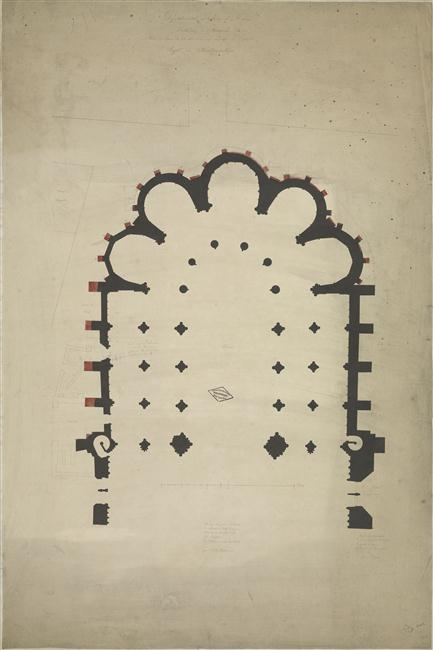
Meaux, cathédrale Saint-Etienne (1850)
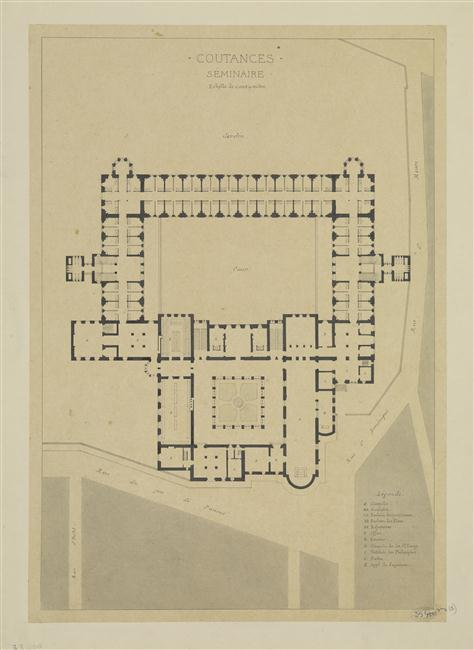
Grand Séminaire de Coutances
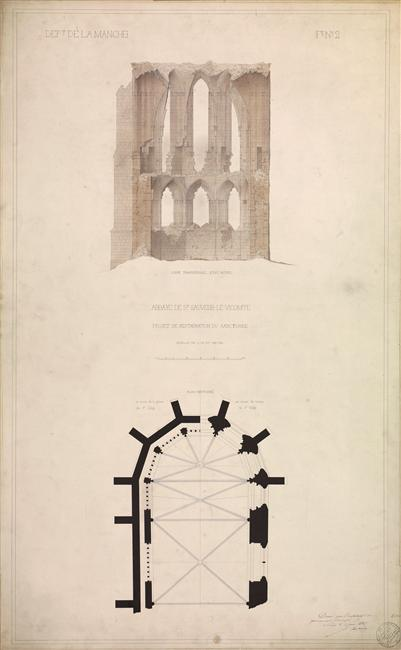
Abbaye Sainte-Madeleine-Postel